# Xysticus ninnii fusciventris
Xysticus ninnii là một phân loài nhện trong họ Thomisidae.
Loài này thuộc chi Xysticus. Xysticus ninnii fusciventris được miêu tả năm 1965 bởi Crome.